# می‌توانم با قلبی شکسته انجامش دهم
«می‌توانم با قلبی شکسته انجامش دهم» (انگلیسی: I Can Do It with a Broken Heart) ترانه‌ای از تیلور سوئیفت، خواننده-ترانه‌سرای آمریکایی از یازدهمین آلبوم استودیویی او، دپارتمان شاعران رنج‌کشیده (۲۰۲۴) است. سوئیفت این ترانه را با جک آنتونوف نوشت و تهیه کرد. این ترانه اثری الکتروپاپ و دنس پاپ شاد است که شامل عناصر هاوس، آرپژهای سینث و ضرب‌آهنگ بابلگام سازگار با موسیقی رقص می‌شود. اشعار این ترانه منعکس‌کننده وضعیت ذهنی آشفتهٔ او در هنگام اجراهای اولیه تور دوره‌ها در سال ۲۰۲۳ است، و ادعا می‌کند او در حالی که باید به دور از احساسات برای اجرا حضور پیدا می‌کرد، یک دوره شکست احساسی را تجربه کرده است.
این ترانه به‌عنوان دومین تک‌آهنگ از آلبوم منتشر شد. یونیورسال میوزیک «می‌توانم با قلبی شکسته انجامش دهم» را در ۲ ژوئیه برای رادیو ایتالیا منتشر کرد. برخی از منتقدان این قطعه را در نمونه‌ای بارز در آلبوم می‌دانستند و تولید شاد آن تأکید کردند؛ چند تن دیگر اشعار را ضعیف می‌دانستند. از نظر تجاری، «می‌توانم با قلبی شکسته انجامش دهم» در رتبه پنجم بیلبورد جهانی ۲۰۰ قرار گرفت و در بین ۱۰ ترانهٔ برتر جدول‌های فروش استرالیا، کانادا، ایرلند، نیوزیلند، فیلیپین، سنگاپور، بریتانیا و ایالات متحده بود. همچنین در استرالیا، نیوزیلند و بریتانیا گواهی‌نامه فروش دریافت کرد. سوئیفت اجرای این ترانه را از مهٔ ۲۰۲۴ در تور دوره‌ها آغاز کرد.

## زمینه و پخش

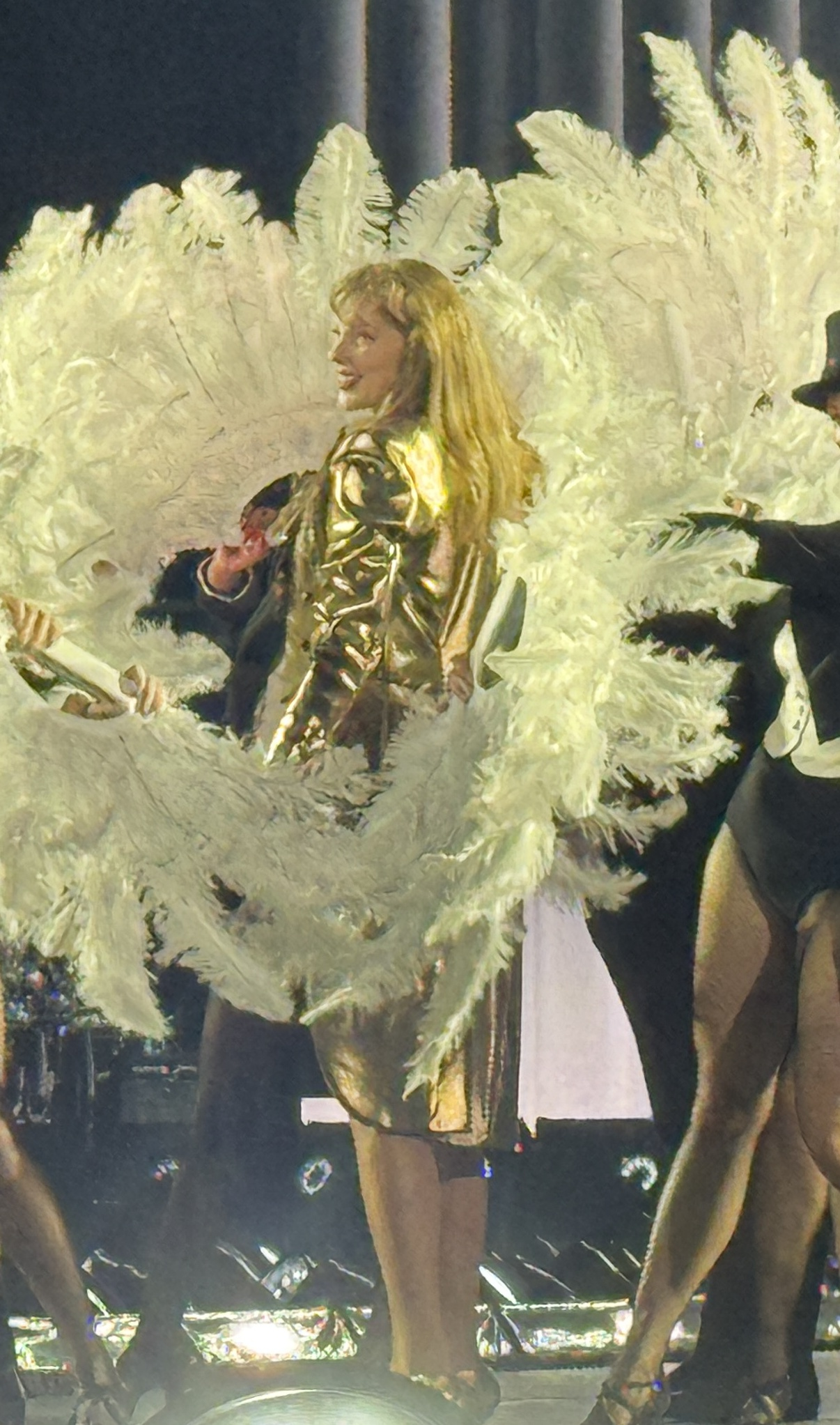
شب دوم تور تیلور سویفت در نیواورلئان، The Eras

سوئیفت بلافاصله پس از ارسال دهمین آلبوم استودیویی‌اش،نیمه‌شب‌ها، برای انتشار در سال ۲۰۲۲ به ریپابلیک رکوردز، شروع به کار بر روی دپارتمان شاعران رنج‌کشیده کرد. او به کار بر روی آن به صورت مخفیانه در سرتاسر کنسرت‌های ایالات متحده از تور دوره‌ها در سال ۲۰۲۳ ادامه داد. ایده این آلبوم در زمانی اتفاق افتاد که رسانه‌ها گزارش دادند رابطهٔ شش ساله سوئیفت با بازیگر انگلیسی جو آلوین به پایان رسیده است. این رخداد همچنین زمانی بود که سوئیفت در حال اجرای اولیهٔ تور دوره‌ها بود. او دپارتمان شاعران رنج‌کشیده را آلبومی مهم برای خود توصیف کرد که ساخت آن برایش ضروری بود. ریپابلیک رکوردز آن را در ۱۹ آوریل ۲۰۲۴ منتشر کرد. «می‌توانم با قلبی شکسته انجامش دهم» سیزدهمین قطعه در فهرست آلبوم است. از ماه مه ۲۰۲۴، این ترانه در فهرست جدید تور دوره‌ها قرار گرفت.

## موسیقی
«می‌توانم با قلبی شکسته انجامش دهم» یک ترانه الکتروپاپ و دنس پاپ است و ترکیباتی از عناصر موسیقی هاوس و بابلگام رقص‌محور در تضاد با فضای عمدتاً آرام آلبوم دارد. منتقدان تولید این ترانه را با ترانه سال ۲۰۲۲ سوئیفت به‌نام «نابغه» و موسیقی هنرمندان دیگری مانند روبین یا پت شاپ بویز مقایسه کردند.